# Saad Group
Saad Group (arabisch مجموعة سعد, DMG Maǧmūʿat Saʿd) ist ein saudi-arabisches Unternehmen mit Unternehmenssitz in Al-Chubar.
Das Unternehmen ist als Mischkonzern in verschiedenen Branchen tätig. In den Anfangsjahren begann das Unternehmen im Bausektor in Saudi-Arabien. Gegründet wurde das Unternehmen 1958 durch Abdullah Abdulaziz Al-Tuwaijiri. Später weitete der Konzern seine Tätigkeiten auf die Bereiche Immobilien, Finanzen, Bankwesen, Energie und Tourismus aus. Geleitet wird Saad Group von dem saudi-arabischen Unternehmer Maan al-Sanea. Mit einem Umsatz von 4,352 Milliarden US-Dollar im Jahr 2006 galt Saad Group als eines der größten Unternehmen im Nahen Osten. Die Saad Group Ltd. mit Sitz auf den Cayman Islands besaß laut Moody’s Ende 2008 ein Gesamtvermögen von 30,6 Milliarden US-Dollar.
Im Jahr 2010 kam es zu Rechtsstreitigkeiten mit dem rivalisierenden saudi-arabischen Unternehmen Ahab.